# James G. Stavridis

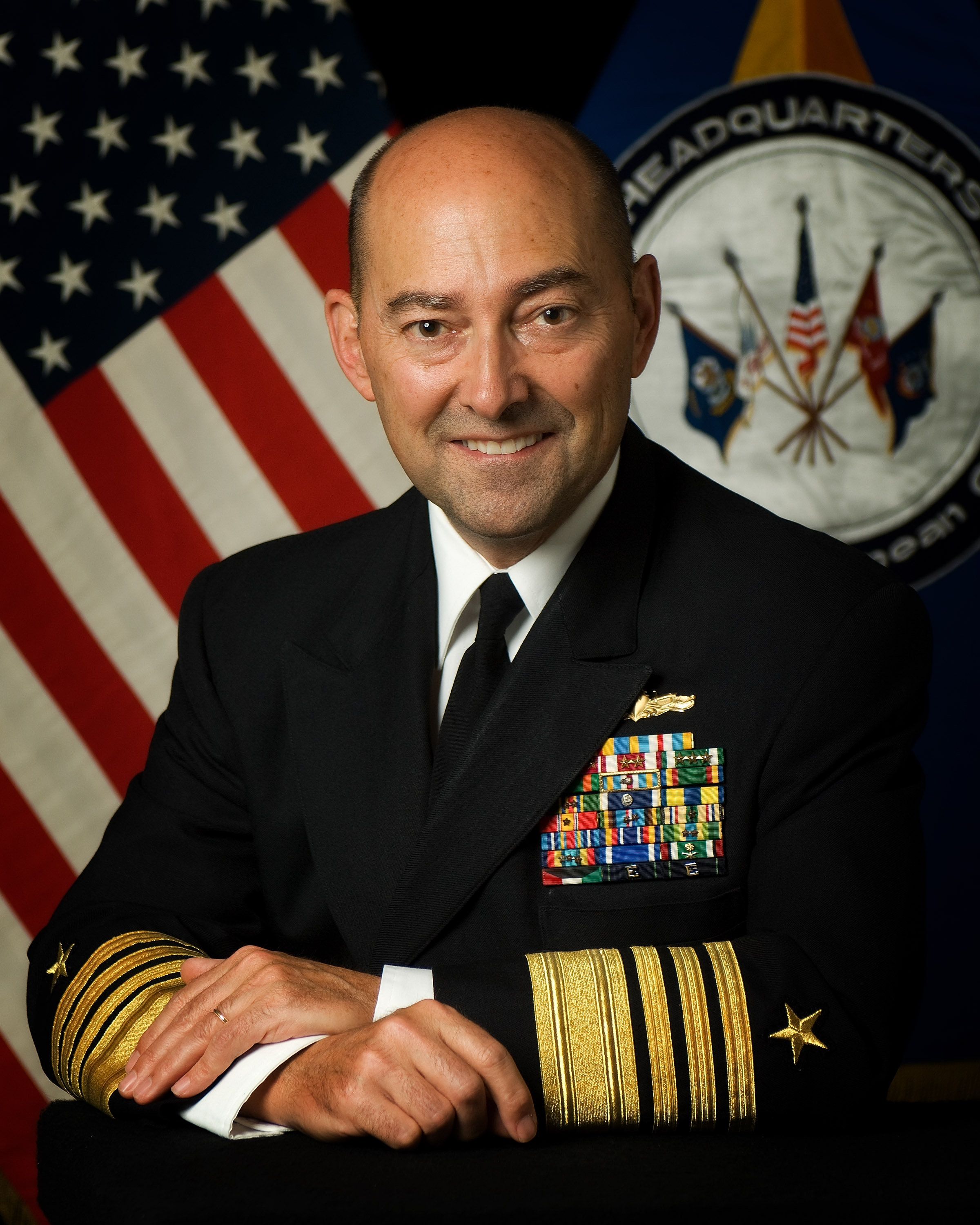
Admiral James G. Stavridis (2009)

James „Jim“ George Stavridis (* 15. Februar 1955 in West Palm Beach, Florida) ist ein ehemaliger Admiral der US Navy. Er diente vom 30. Juni 2009 an als 15. Kommandierender General des US European Command (EUCOM) sowie zusätzlich seit dem 2. Juli 2009 bis zu seiner Pensionierung am 13. Mai 2013 als 16. Supreme Allied Commander Europe (SACEUR) der NATO.

## Leben

### Familie
Stavridis Großeltern väterlicherseits waren kleinasiatischer bzw. pontos-griechischer Abstammung, seine Mutter entstammte einer pennsylvaniadeutschen Familie. Stavridis selbst wurde in West Palm Beach in Florida geboren und lebte als Kind eine Zeit lang in Deutschland und Griechenland, als sein Vater, Offizier des US Marine Corps, in den dortigen US-Botschaften stationiert war.
Stavridis ist mit Laura Hall verheiratet und hat zwei Töchter. Er spricht Spanisch und Französisch als Fremdsprachen.

### Militärische Laufbahn
Stavridis schloss 1976 die US Naval Academy in Annapolis ab. Er wurde als Offizier für Überwasserseekriegführung ausgebildet und diente auf Flugzeugträgern, Kreuzern und Zerstörern.
Er wurde 1984 zum Doktor der Philosophie promoviert und erlangte den Grad Master of Arts in Law and Diplomacy in Internationalen Beziehungen an der Fletcher School of Law and Diplomacy der Tufts University. Zudem absolvierte er 1992 das National War College.
Von 1993 bis 1995 kommandierte Stavridis den Zerstörer Barry und war dabei vor Haiti (Operation Support Democracy), im Mittelmeer vor Bosnien und Herzegowina (Unterstützung der Flugverbotszone im Bosnienkrieg) und im Persischen Golf (Teilnahme an 'Operation Vigilant Warrior'). 1998 war er als ausführender Assistent des Secretary of the Navy Richard J. Danzig eingesetzt und diente zudem als Stratege und Vorausplaner in den Stäben des Chiefs of Naval Operations und des Vorsitzenden der Joint Chiefs of Staff.
Von 1998 bis 2004 kommandierte er das Zerstörer-Geschwader 21. Von 2002 bis 2004 hatte er das Kommando über die Flugzeugträgerkampfgruppe der Enterprise und unterstützte dabei Kampfhandlungen in den Operationen Iraqi Freedom und Enduring Freedom. Von Juli 2004 bis August 2006 diente er in Washington, D.C. als Senior Military Assistant des US-Verteidigungsministers Donald Rumsfeld. Diesen Posten übergab er im August 2006 an Lieutenant General Victor E. Renuart, Jr.
Er übernahm am 19. Oktober 2006 von General Bantz J. Craddock das Kommando über das US Southern Command in Miami (Florida) und war damit u. a. auch verantwortlich für die Joint Task Force Guantanamo, die das US-Internierungslager auf der Guantanamo Bay Naval Base auf Kuba betreibt.

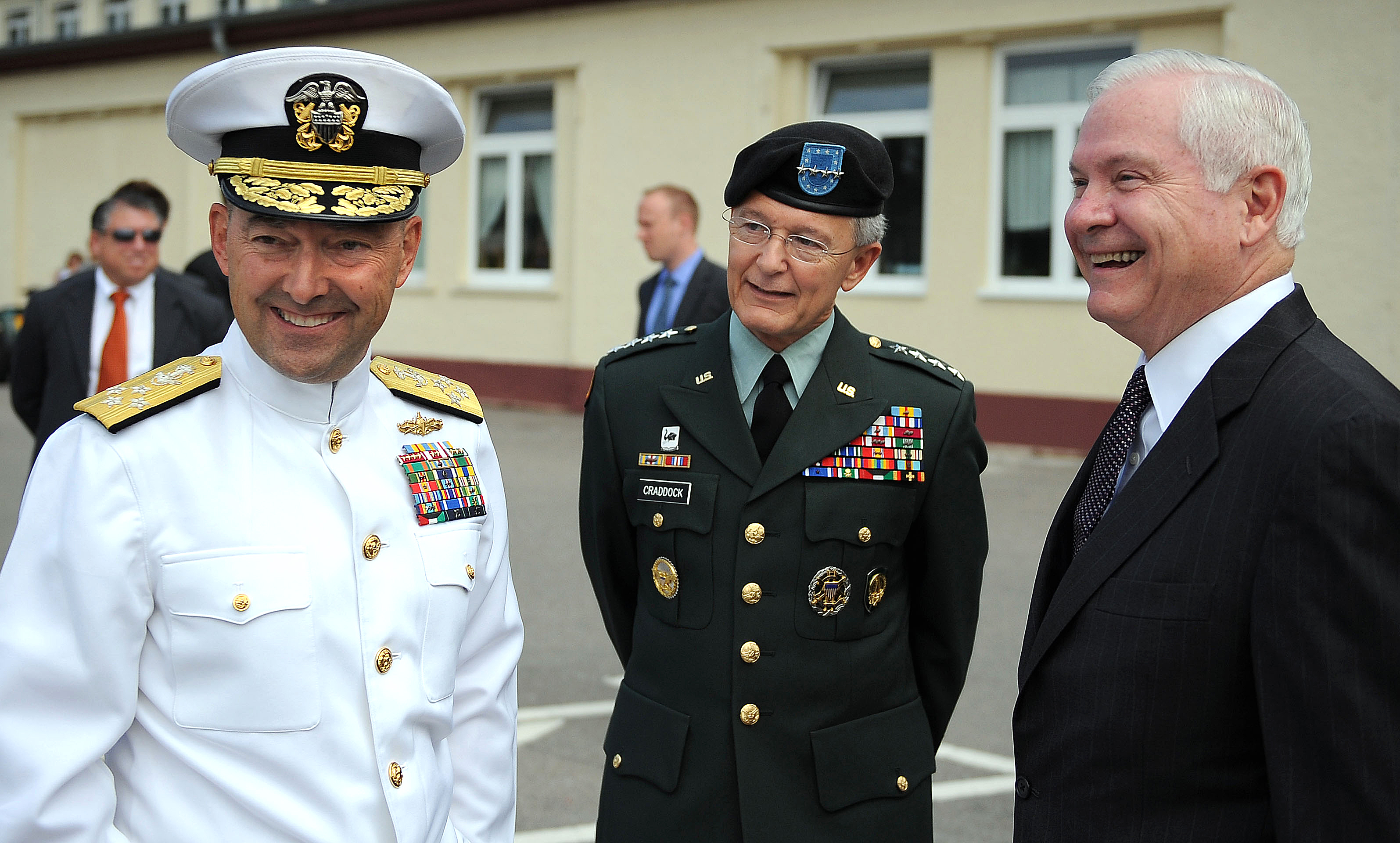
Stavridis mit General Bantz J. Craddock und US-Verteidigungsminister Robert Gates (2009)

Am 18. März 2009 schlug US-Verteidigungsminister Robert Gates (Regierung Obama) Stavridis für den Posten des Kommandeurs des US European Command und damit verbunden für den Posten des NATO-Oberbefehlshabers (Supreme Allied Commander Europe) vor. Diese Nominierung wurde am 11. Juni vom US-Senat bestätigt. Am 25. Juni 2009 übergab Stavridis in Miami das Kommando über SOUTHCOM an General Douglas M. Fraser.
Stavridis übernahm am 30. Juni 2009 in Stuttgart das Kommando über das US European Command und am 2. Juli 2009 auch den Posten des SACEUR. Stavridis war der erste Marineoffizier auf diesem Posten und übernahm zudem abermals ein Kommando von Bantz J. Craddock.

### Zivile Laufbahn
Von Mai 2013 bis August 2018 war Stavridis der 12. Dekan der Fletcher School of Law and Diplomacy an der Tufts University. Darüber fungierte er ab Juli auch als Verwaltungsratsvorsitzender der U.S. Naval Academy in Annapolis, Maryland. 2016 wurde er zum Mitglied der American Academy of Arts and Sciences gewählt.
Seit dem 1. Juni 2018 ist Stavridis Vice Chair, Global Affairs und Managing Director der Carlyle Group.

### Kandidatur für das Amt des Vizepräsidenten
Laut einem Bericht der The New York Times wurde Stavridis vom Stab der Präsidentschaftskandidatin Hillary Clinton als möglicher Kandidat für das Amt des Vizepräsidenten geprüft.

## Auszeichnungen
Auswahl der Dekorationen, sortiert in Anlehnung der Order of Precedence of Military Awards:
- Defense Distinguished Service Medal (2 ×)
- Navy Distinguished Service Medal
- Defense Superior Service Medal
- Legion of Merit (2 ×)
- Meritorious Service Medal (2 ×)
- Navy & Marine Corps Commendation Medal (2 ×)
- Navy & Marine Corps Achievement Medal
- Navy Unit Commendation
- National Defense Service Medal (2 ×)
- Southwest Asia Service Medal (2 ×)
- Armed Forces Service Medal
- NATO Meritorious Service Medal
- NATO-Medaille für den Einsatz in Jugoslawien
- Kommandeur der französischen Ehrenlegion
- Großkreuz des Belgischen Kronenordens
- Großkreuz des Phönix-Ordens
- Orden des Adlerkreuzes I. Klasse
- Großkreuz des Verdienstordens der Italienischen Republik
- Großes Verdienstkreuz mit Stern des Verdienstordens der Bundesrepublik Deutschland
- Kommandeur des Ungarischen Verdienstordens
- Kommandeur des Verdienstordens der Republik Polen
- Fürst-Trpimir-Orden
- Kommandeur des Ordens für Verdienste um Litauen

## Veröffentlichungen
- Sea Power. New York 2017.
- mit Elliot Ackerman: 2034. A novel of the next World War. New York 2021.